# Källa landskommun
Källa landskommun var en tidigare kommun i Kalmar län.

## Administrativ historik
Den 1 januari 1863 började kommunalförordningarna gälla och då inrättades cirka 2 500 kommuner (städer, köpingar och landskommuner), tillsammans täckande hela landets yta.
I Källa socken i Åkerbo härad på Öland inrättades då denna kommun. Landskommunen uppgick 1952 i Ölands-Åkerbo landskommun som sedan i sin tur 1974 uppgick i Borgholms kommun.